# Dogbo-Tota
Dogbo-Tota (vagy rövidebben: Dogbo) város Benin Couffo megyéjében. A község területe 475 km2,, lakossága 2013-ban 101 870 fő volt.